# فيليكس هاوغ
فيليكس هاوغ هو طبال سويسري، ولد في 27 مارس 1952 في زيورخ في سويسرا، وتوفي في 1 مايو 2004 في أوستر في سويسرا بسبب نوبة قلبية.

## وصلات خارجية
- فيليكس هاوغ على موقع IMDb (الإنجليزية)
- فيليكس هاوغ على موقع ميوزك برينز (الإنجليزية)
- فيليكس هاوغ على موقع ديسكوغز (الإنجليزية)